# Kandari
Kandari é uma vila no distrito de Jalgaon, no estado indiano de Maharashtra.

## Demografia
Segundo o censo de 2001, Kandari tinha uma população de 15,158 habitantes. Os indivíduos do sexo masculino constituem 53% da população e os do sexo feminino 47%. Kandari tem uma taxa de literacia de 79%, superior à média nacional de 59.5%: a literacia no sexo masculino é de 85% e no sexo feminino é de 73%. Em Kandari, 11% da população está abaixo dos 6 anos de idade.